# Municipio de Boston (Lincolnshire)
Boston es un distrito y municipio (Borough) del condado de Lincolnshire, Inglaterra (Reino Unido). La sede del concejo se ubica en la ciudad de Boston.
El distrito de Boston limita al norte con el de Lindsey Este; al este con el estuario de The Wash; y con los distritos de Holland Sur, al sur, y Kesteven Norte, al oeste.

## Historia
En virtud de la Ley de Gobierno Local de 1972, el distrito fue creado en 1974 por la fusión del antiguo municipio de Boston con el distrito rural de Boston.

## Organización
El distrito está compuesto por el área urbana de Boston y 18 parroquias civiles:
- Algarkirk
- Amber Hill
- Benington
- Bicker
- Butterwick
- Fishtoft
- Fosdyke
- Frampton
- Freiston
- Holland Fen with Brothertoft
- Kirton
- Leverton
- Old Leake
- Sutterton
- Swineshead
- Wigtoft
- Wrangle
- Wyberton

- Datos: Q894076
- Multimedia: Borough of Boston / Q894076